# Ammodorcas
Ammodorcas é um gênero de mamíferos bovídeos, da subfamília Antilopinae, da tribo Antilopini. Contém uma única espécie, a gazela-de-clarke (Ammodorcas clarkei), também conhecida como dibatag. 